# Ökonomisches Forschungsinstitut der Staatlichen Plankommission
Das Ökonomische Forschungsinstitut der Staatlichen Plankommission (ÖFI) war das wissenschaftliche Organ der Staatlichen Plankommission (SPK). Die Institution war für die Lösung ökonomischer Forschungsaufgaben zur Weiterentwicklung der Volkswirtschaftsplanung auf wichtigen Gebieten beauftragt.

## Aufgaben
Seine Aufgabe war es, die SPK entsprechend deren Erfordernissen durch praxiswirksame Forschungsergebnisse in ihrer Tätigkeit zu unterstützen und wissenschaftlichen Vorlauf zur weiteren Vervollkommnung der Planung zu schaffen. Im Ergebnis inhaltlich-analytischer Forschungsarbeiten an durch theoretische Untersuchungen ausgewählten ökonomischen Problemen werden wirtschaftspolitische und planmethodische Lösungsvorschläge abgeleitet und der SPK unterbreitet. Vielfach werden die Vorschläge durch Experimente oder Überleitungsarbeiten unterstützt.
Das ÖFI trug über die weitere Qualifizierung der Volkswirtschaftsplanung entsprechend den Erfordernissen zur weiteren Gestaltung der entwickelten sozialistischen Gesellschaft dazu bei, die bewährte Politik der von der Partei der Arbeiterklasse gestellten Hauptaufgabe in ihrer Einheit von Wirtschafts- und Sozialpolitik zu unterstützen und dazu die Intensivierung der Volkswirtschaft als Schlüsselproblem der Wirtschaft durchsetzen zu helfen.

## Organisationsstruktur
Das Forschungsprofil des ÖFI umfasst insbes. folgende Komplexe:
- Planung und Messung der Effektivität der gesellschaftlichen Produktion durch komplexe Beherrschung der Intensivierungsfaktoren
- Planung der Beziehungen zwischen individueller und gesellschaftlicher Konsumtion
- Qualifizierung der langfristigen, der Fünfjahr- und der Jahresplanung
- Verbindung von Planung und wirtschaftlicher Rechnungsführung
- Planung von Maßnahmen der sozialistischen ökonomischen Integration
- Anwendung und Weiterentwicklung der Natural-WertVerflechtungsbilanz im Arbeitsprozeß der SPK
- Planung des volkswirtschaftlichen Agrar-Industrie-Komplexes

Das ÖFI arbeitete eng mit den Abteilungen der SPK sowie mit wirtschaftsleitenden Organen, Kombinaten und Betrieben zusammen, um deren praktische Erfahrungen und Kenntnisse zu nutzen, vorgeschlagene Veränderungen zu beraten und zu erproben. Im Ergebnis der Forschungsarbeit übergibt das Institut der Leitung der SPK bzw. bestimmten Abteilungen praxisreife Forschungsergebnisse und hilft bei ihrer praktischen Umsetzung.
Im Rahmen der Wirtschaftswissenschaften der DDR ist das ÖFI über den Wissenschaftlichen Rat für Fragen der Vervollkommnung der Planung und wirtschaftlichen Rechnungsführung für die Forschung auf diesen Gebieten verantwortlich.
Zur Lösung der Aufgaben entwickelte das ÖFI eine enge wissenschaftliche Zusammenarbeit mit Partnerinstituten in der UdSSR und anderen sozialistischen Ländern.